# Улица Смирнова (Иваново)
У́лица Сми́рнова — улица города Иваново. Проходит от центра на юго-восток. Часть улицы находится в Ленинском районе, часть — на границе Ленинского и Фрунзенского районов, часть — в Советском районе. Начинается от улицы Станко и идёт до Инженерной улицы. Является продолжением Палехской улицы. Пересекается с улицами: Станко, Палехская, Московская, Марии Рябининой, Лежневская, Бубнова, 2-я Запрудная, Красногвардейская, Пролетарская, Лакина, Стрелковая, Огородная, Новая, Инженерная, а также переулками: Аптечный, Челышева. Протяжённость 2,7 км.

## Происхождение названия

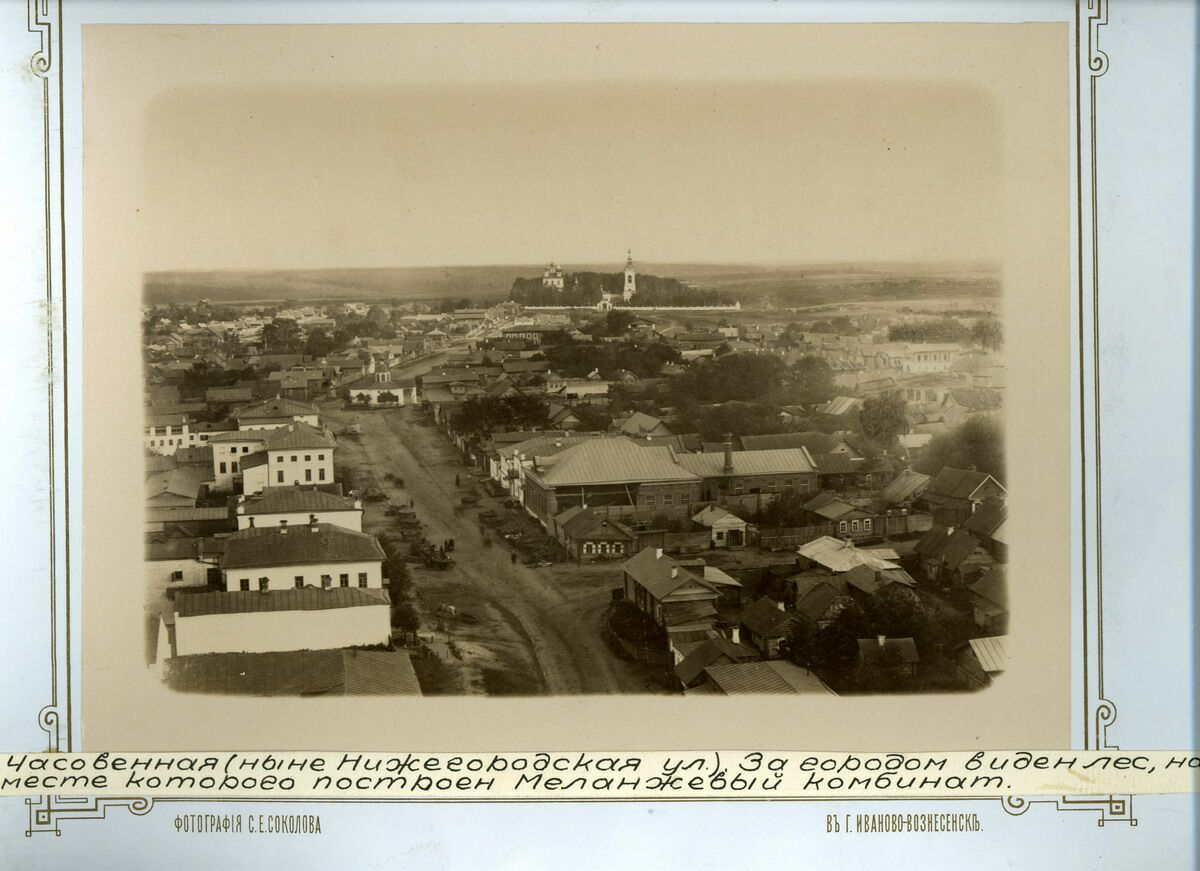
Часовенная улица. На дальнем плане храм Успения Божией Матери (ныне входит в Свято-Успенский монастырь). Начало XX века

Улица Смирнова появилась благодаря объединению двух улиц: Часовенная и 1-я Кладбищенская.

Кладбищенская получила своё название в 1872 году по расположенному рядом Успенскому кладбищу существовавшему с конца XVIII века. Она занимала участок от современной Лежневской улицы до реки Уводь. В 1930-х годах кладбище было разрушено, на его месте был устроен парк развлечений «Меланжист», именуемый в народе «парк живых и мертвых».

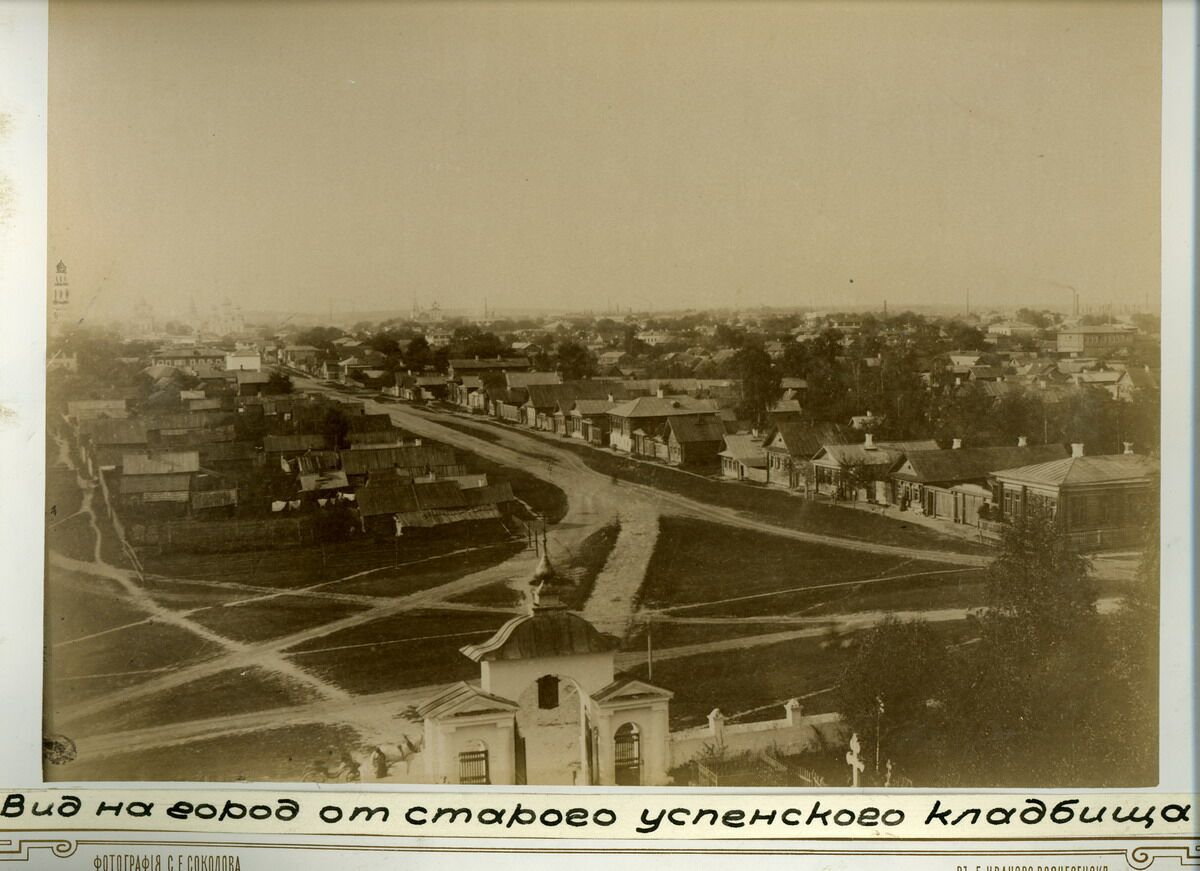
Улица 1-я Кладбищенская. Вид с колокольни храма Успения Божией Матери. Начало XX века

Часовенная улица первоначально называлась Большая Голява, известная ещё с XVIII века, затем в 1878 году она была переименована в Часовенную. Эта улица находилась на участке от ныне существующей Палехской улицы до перекрестка с Лежневской.

В 1927 году в результате общегородской административной реформы связанной с переименованием практически всех улиц города 1-я Кладбищенская и Часовенная были объединены в одну, получившую название Нижегородской по направлению в сторону Нижнего Новгорода.

Последнее переименование произошло в 1974 году в честь председателя Ивановского облисполкома, позже 1-го секретаря обкома КПСС А. Н. Смирнова (1909—1972).

## Архитектура
Часть улицы входит в историческую застройку города. Дома представлены различными архитектурными направлениями.
- дом 1 — магазин «Женская одежда», бывшее кафе
- дома 3-5 — торговые ряды Куражёвых (архитектор А. Ф. Снурилов)
- дом 6/1 — торгово-офисное здание
- дом 7 — жилой дом А. Ф. Балуева, снесён осенью 2009 года
- дом 9 — бывший жилой дом усадьбы М. А. Скобенниковой
- дом 9а — сервисный центр, бывший меховой магазин Скобенниковых
- дом 10 — магазин «Охотник», бывший жилой дом усадьбы Н. М. Самохвалова
- дам 10а — бывший флигель усадьбы Н. М. Самохвалова
- дом 11 — торговый центр «Луч»
- дом 12 — бывший дом В. И. Мартьянова
- дом 14 — магазин «Арт-декор», бывший дом П. М. Самохвалова
- дом 15 — бывшая усадьба О. И. Щудрова
- дом 16 — бывшая усадьба О. Л. Селивановской
- дом 18 — жилой дом
- дом 20 — магазин «Свет», бывший дом А.П.Киселёва
- дом 21/1 — магазин «Электротовары», бывший дом М. В. Мартьяновой
- дом 22/2 — бывший дом купца И. К. Мужжавлёва
- дом 39 — наркологический диспансер
- дом 40 — бывший дом В. П. Малахова
- дом 42/2 — офисное здание, бывшая усадьба Л. Г. Сухарева
- дом 49/1 — фабрика головных уборов, бывшая усадьба И. И. Тизюкова
- дом 72 — Успенский собор
- дом 78 — Ивгорэлектросеть
- дом 84 — фитнес клуб «Олимпия»
- дом 101 — школа № 53
- дом 105б — институт «Зарубежэнергопроект»
- Спорткомплекс «Олимпия» («Ледовый дворец»)
- Инженерный мост

## Транспорт
По улице Смирнова пролегают следующие маршруты:
- Автобусы: 8
- Троллейбусы: 5

## Фотографии

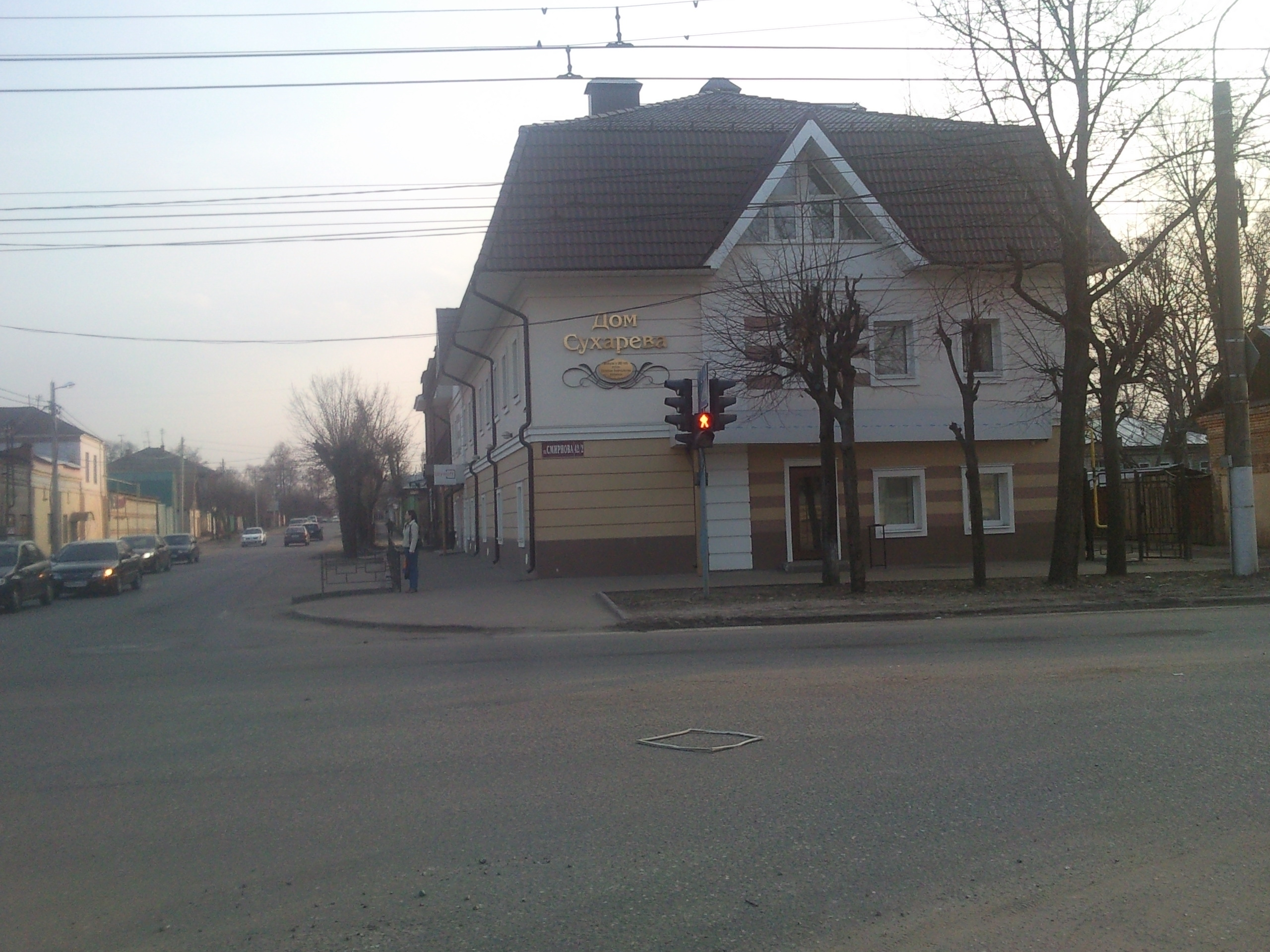
Дом Сухарева
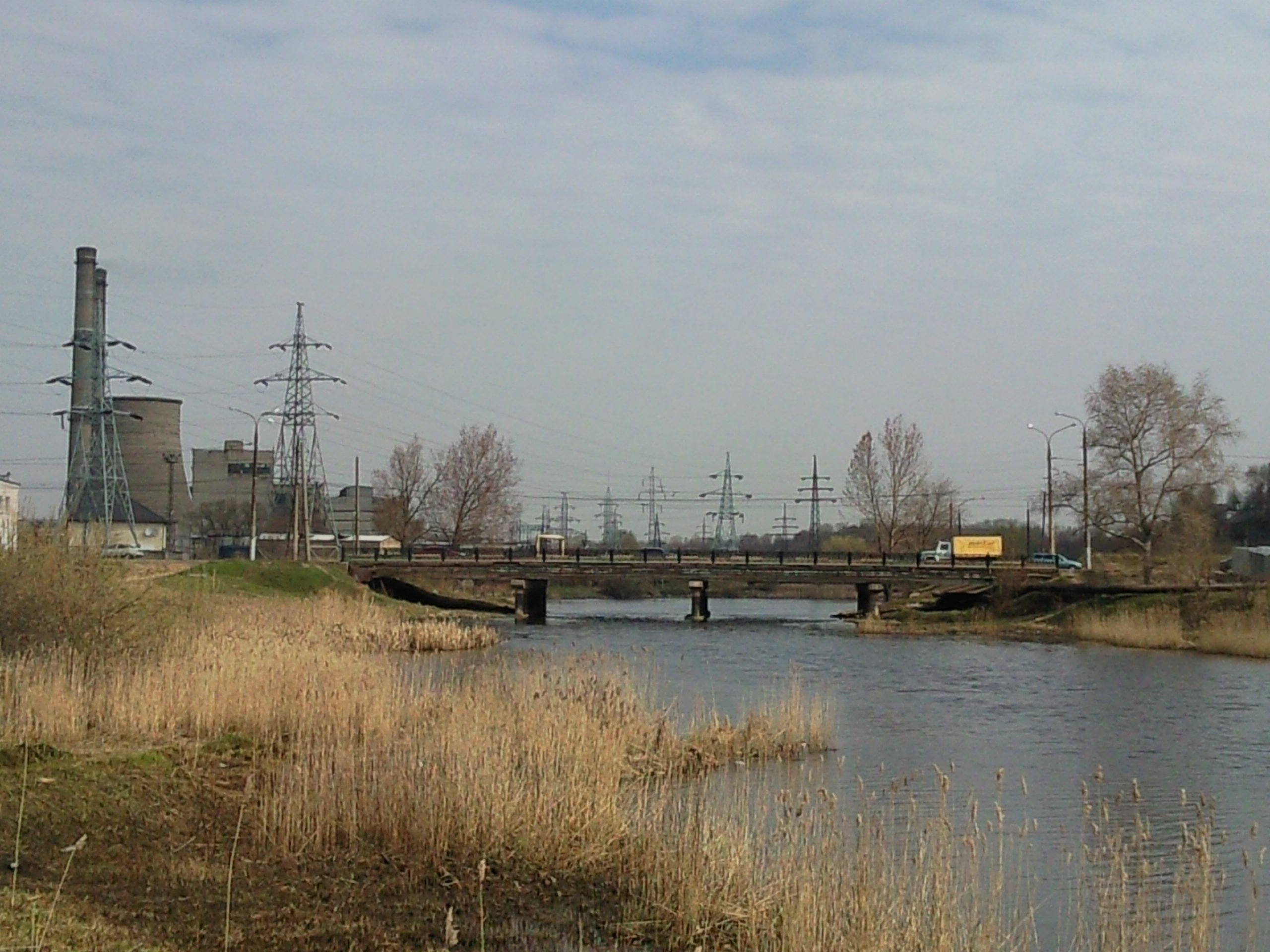
Инженерный мост
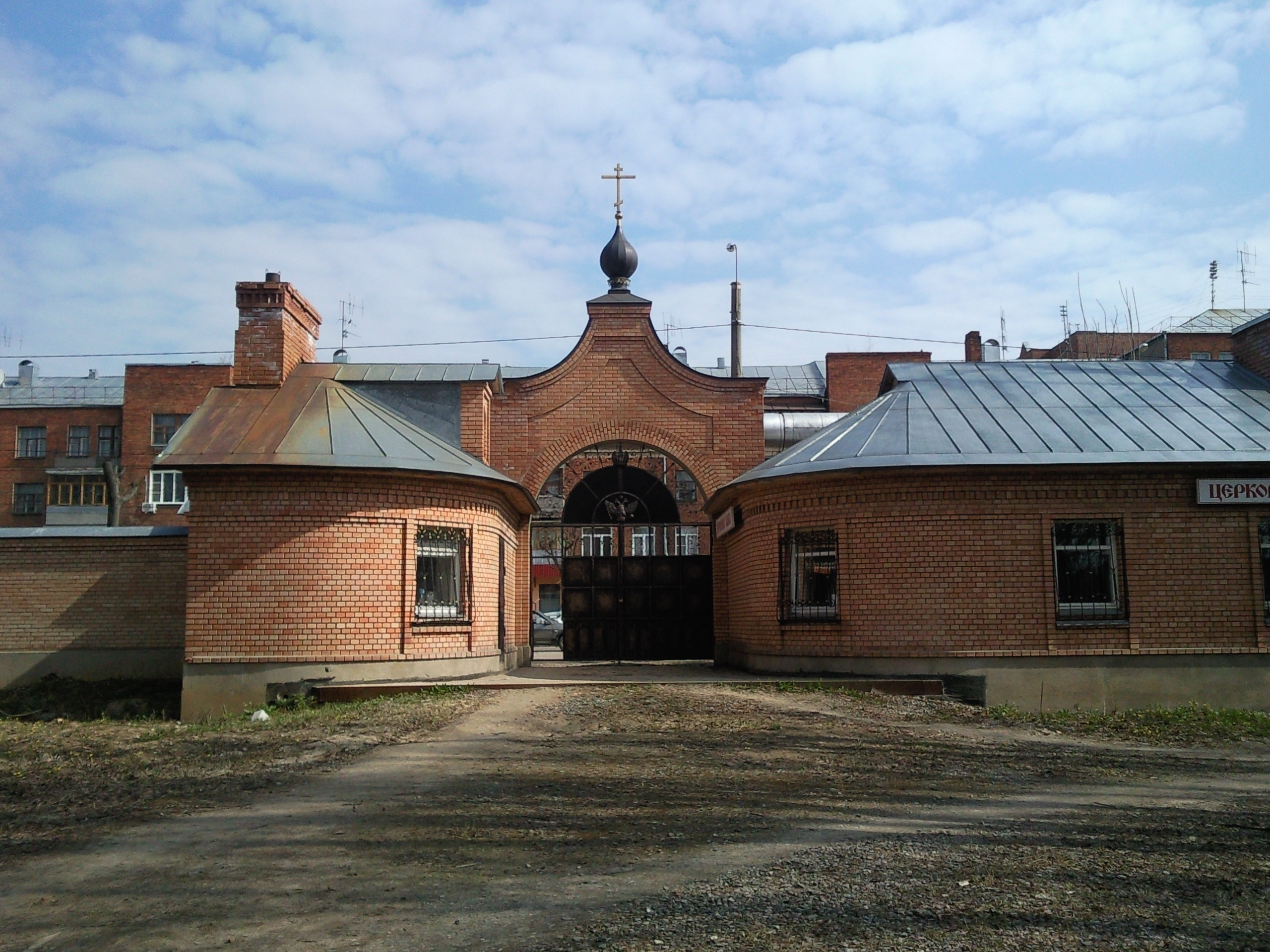
Вход в Свято-Успенский мужской монастырь (Бывший парк "Живых и мертвых")
Храм святых царственных страстотерпцев на территории монастыря.
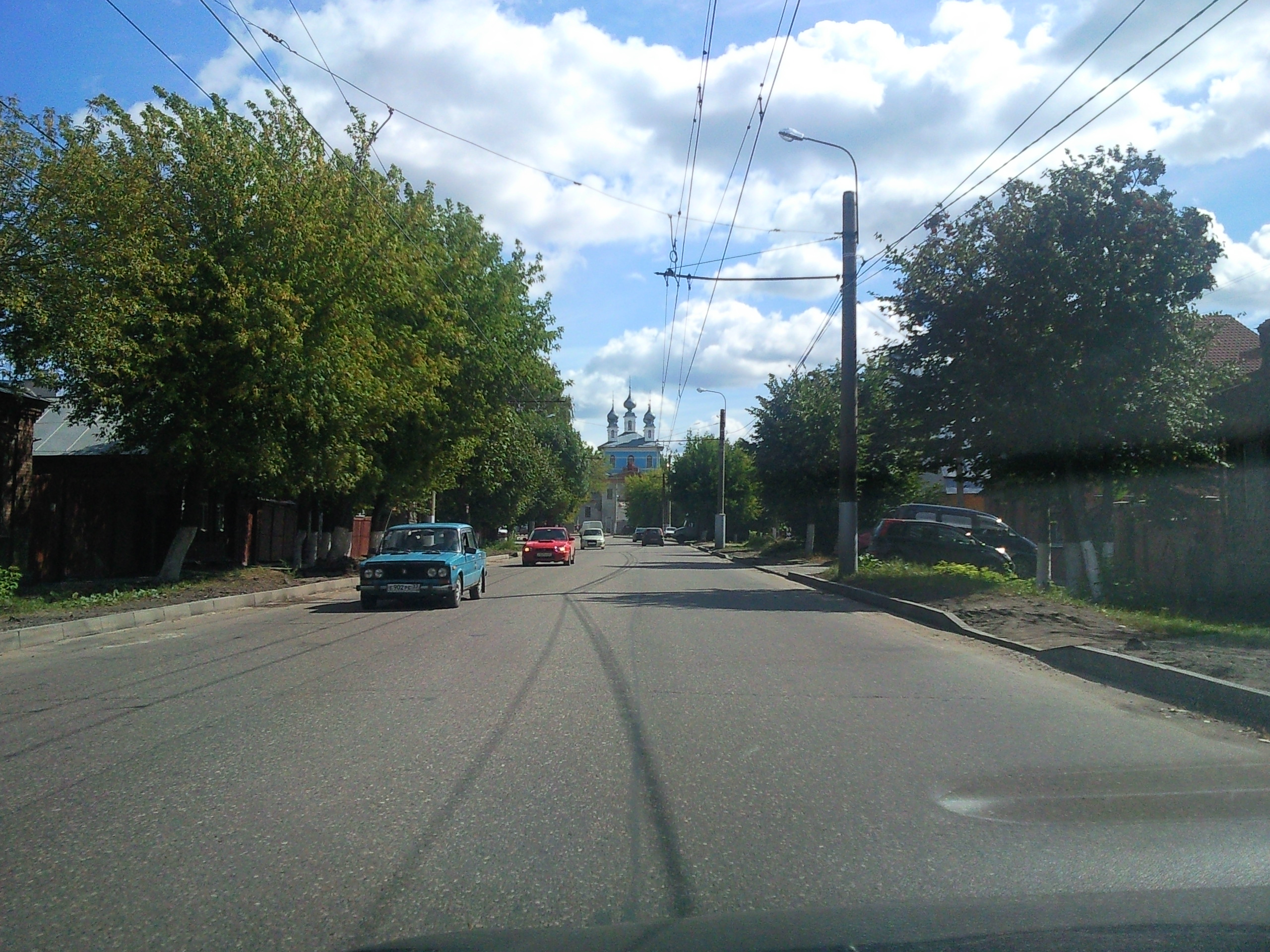
Вид на Свято-Успенский монастырь